# Елизавета Людовика Баварская
Елизавета Людовика Баварская (нем. Elisabeth Ludovika von Bayern; 13 ноября 1801, Мюнхен — 14 декабря 1873, Дрезден) — королева Пруссии, супруга Фридриха Вильгельма IV.

## Биография
Елизавета родилась в семье короля Баварии Максимилиана I и королевы Каролины. Сестра-близнец — Амалия Августа Баварская.
29 ноября 1823 года она вышла замуж за прусского кронпринца Фридриха Вильгельма, ставшего впоследствии королём Пруссии Фридрихом Вильгельмом IV. Она разделяла его интересы, в особенности в сфере искусства. В 1830 году она перешла в протестантизм. Став в 1840 году королевой Пруссии, она оказывала влияние на политику Пруссии. Елизавета Людовика стремилась укрепить дружеские отношения между Пруссией и Австрией. Брак Елизаветы с Фридрихом Вильгельмом считается счастливым. Она ухаживала за мужем во время его длительной болезни.
После смерти Фридриха Вильгельма 2 января 1861 года Елизавета Людовика вела замкнутый образ жизни, проживая в Сан-Суси, Шарлоттенбурге и замке Штольценфельс. Она принимала активное участие в благотворительной деятельности и хранила память о своём умершем муже. У Елизаветы Людовики сложились дружеские отношения с кайзером Вильгельмом I. Елизавета Людовика умерла в 1873 году в Дрездене, находясь в гостях у своей сестры-близняшки королевы Амалии Саксонской. 21 декабря Елизавета Людовика была похоронена рядом со своим мужем во Фриденскирхе в Потсдаме. Евангелическая клиника в берлинском округе Лихтенберг носит имя королевы Елизаветы.